# Ceramius palaestinensis
Ceramius palaestinensis är en stekelart som först beskrevs av Giordani Soika 1957.  Ceramius palaestinensis ingår i släktet Ceramius och familjen Masaridae. Inga underarter finns listade.